# Tvangeste
Tvangeste est un groupe de black metal symphonique russe, originaire de Kaliningrad, dans l'Oblast de Kaliningrad. Le groupe considère son style musical comme du « véritable black metal prussien. »

## Biographie
Le groupe est formé en 1996 par Michael Chirva, qui cherchait à fonder un groupe depuis deux années déjà. Le nom du groupe est repris du mot prussien ancien Twangste (aussi épelé Tuwangste, Tvankste ou Twankste) qui signifie « forêt ». La formation se compose à cette période de Miron Chirva, Edgar, Nikolay « Kok » Kazmin et de Klaus. L'année suivante, cependant, Edgar et Klaus quittent le groupe et sont remplacés par Asmodey et Julia. En 1998, ils publient deux singles démo, Thinking... (qui sera plus tard incluse dans leur premier album) et Blood Dreams. Asmodey et Julia quittent peu après à leur tour, et sont remplacés par Viktoria Kulbachnaya (de Romowe Rikoito) et Vano Mayorov. Avec cette formation, le groupe sort son premier album studio, Damnation of Regiomontum, en 2000 au label Valgalder,.
En 2001, la compagne de Miron, Naturelle, se joint au groupe. Ils publient ensuite leur second album studio, Firestorm en 2002. Cet album aura un succès assez grand et attire l'attention du label polonais Metal Mind. Le musicien polonais Cezary Mielko se joint à l'album pour la batterie. En 2003, Max Naumov se joint au groupe, et Tvangeste devient un quintette. En 2005, Miron et Naturelle se marient et emménagent à Niagara Falls, au Canada, tandis que les autres membres restent en Russie.
En 2006, Miron et Naturelle annoncent le troisième album studio de Tvangeste, intitulé Satori, prévu sur leur propre label, Regiomontum Productions. Ils débutent les enregistrements en mars 2007,. En 2009, le titre Birth of the Hero, provenant de cet album, est utilisé pour la bande son du jeu vidéo Brütal Legend.

## Style musical
Tvangeste joue du dark metal dans la veine de Cradle of Filth, Moonsorrow et Therion, accompagné d'éléments orchestraux,. Leur musique est également black metal et pagan metal. Les textes se consacrent notamment à la mythologie.

## Membres

### Membres actuels
- Michael « Miron » Chirva (Михаил « Мирон » Чирва) – chant, guitare, arrangements orchestraux (depuis 1996)
- Naturelle Chirva (Натюрель Чирва) – clavier, chant, arrangements orchestraux (depuis 2001)
- Jørn Øyhus – batterie (depuis 2014)

### Anciens membres
- Edgar (Эдгар) – guitare (1996–1998)
- Klaus (Клаус) – guitare (1996–1997)
- Nikolay « Kok » Kazmin (Николай « Кок » Казьмин) – guitare (1996–2005)
- Asmodey (Асмодей) – batterie (1997–1998)
- Julia (Юлия) – clavier (1997–1998)
- Viktoria Kulbachnaya (Виктория Кульбачная) – clavier (1998–2005)
- Vano Mayorov (Вано Майоров) – basse, guitare (1998–2005)
- Max Naumov (Макс Наумов) – basse (2003–2005)

### Membres invités
- Cezary Mielko – batterie (2003)
- Jørn Øyhus – batterie (2014)

## Discographie
- 1997 : Blood Dreams (démo)
- 1998 : Thinking... (démo)
- 2000 : Damnation of Regiomontum
- 2003 : Firestorm